# Berberis cooperi
Berberis cooperi är en berberisväxtart som beskrevs av Ahrendt. Berberis cooperi ingår i släktet berberisar, och familjen berberisväxter. Inga underarter finns listade i Catalogue of Life.